# Some Hearts
Some Hearts (en español: Algunos Amores) es el álbum debut de la cantante de country Carrie Underwood, lanzado el 15 de noviembre de 2005 por Arista Records. Fue siete veces certificado platino en Estados Unidos (RIAA) y tres veces platino en Canadá (CRIA). El 4 de diciembre de 2006, Some Hearts fue nombrado el álbum más vendido del 2006 en los Billboard Music Awards. También fue el álbum debut más vendido por una American Idol. El álbum contiene los éxitos "Jesus, Take The Wheel", "Don't Forget To Remember Me", "Wasted", y "Before He Cheats" su más grande éxito hasta la fecha.
Con 7 193 000 copias vendidas en los Estados Unidos, Some Hearts fue incluido en la lista de los 100 álbumes más vendidos de todos los tiempos por la RIAA en 2009, Billboard anunció que el álbum fue el álbum country más vendido de la década, así como el decimocuarto álbum más vendido entre todos los géneros.

## Recepción de la crítica
El álbum recibió críticas positivas por parte de los críticos de la música. Penny Rondinella de About.com le dio a Some Hearts una crítica positiva, dándole 4 estrellas y media de cinco diciendo: «El álbum debut de la ganadora de la cuarta temporada de American Idol, Carrie Underwood fue justo como se lo esperaba, música Country con un toque de Pop. Mucha variedad en su capacidad vocal, lo que demuestra que tiene un talento increíble. Allmusic le dio al álbum 4 estrellas de 5 y clasificó a Some Hearts como "un álbum ideal para la música country como para la radio contemporánea. Además, la interpretación vocal de Carrie Underwood suena convincente y sentimental, lo que se nota en "Jesus, Take The Wheel" y en la canción pop "Some Hearts", y no suena para nada forzada su voz en "Before He Cheats", sin duda Underwood hizo un álbum con nada más que talento y pasión».

## Sencillos
El primer sencillo del álbum, "Jesus, Take The Wheel", fue número uno en Hot Country Songs de Billboard por 6 semanas consecutivas y alcanzó el número 20 en el Billboard Hot 100. En agosto de 2008, "Jesus, Take the Wheel" vendió más de 1 millón de tonos para celulares y fue certificado platino, convirtiendo a Underwood la primera artista country en conseguir que dos canciones sean platino en tonos para celulares. Hasta mayo de 2012 la canción ha vendido más de 2 000 000 de copias, haciendo de la canción el 2° sencillo más vendido de toda la carrera de Underwood.
"Some Hearts" fue el segundo sencillo de la cantante, es un cover de la canción escrita en 1989 por Diane Warren. Hasta junio de 2011 vendió más de 207 000 copias.
"Don't Forget to Remember Me" fue el tercer sencillo de la cantante, llegó al número uno en las canciones de Radio, al número dos en el Billboard Hot Country Songs chart, y número 49 en el Hot 100).
"Before He Cheats" fue lanzado como el cuarto sencillo, y subió en las listas de popularidad más rápido que los anteriores sencillos de Underwood, entrando al top 20 de las Hot Country Songs chart incluso antes del lanzamiento del video. "Before He Cheats" subió a la cima del Hot Country Songs chart por cinco semanas consecutivas, y llegó al número 8 del Hot 100. "Before He Cheats" estuvo por 64 semanas consecutivas en el Hot 100, saliendo de la lista en noviembre de 2007, es el sencillo más vendido de Underwood hasta la fecha.
"Wasted" también tuvo éxito en los Estados Unidos, llegando al número 1 de las Hot Country Songs Chart por 3 semanas consecutivas. La canción vendió más de 705 000 copias hasta junio de 2011.

## Lista de canciones
| Some Hearts |                                   |                                               |          |  |
| N.º         | Título                            | Escritor(es)                                  | Duración |  |
| 1.          | «Wasted»                          | Troy Verges, Marv Green, Hillary Lindsey      | 4:34     |  |
| 2.          | «Don't Forget To Remember Me»     | Morgane Hayes, Kelley Lovelace, Ashley Gorley | 4:00     |  |
| 3.          | «Some Hearts»                     | Diane Warren                                  | 3:48     |  |
| 4.          | «Jesus, Take The Wheel»           | Brett James, Lindsey, Gordie Sampson          | 3:46     |  |
| 5.          | «The Night Before (Life Goes On)» | Wendell Mobley, Neil Thrasher, Jimmy Olander  | 3:54     |  |
| 6.          | «Lesson Learned»                  | Warren                                        | 4:09     |  |
| 7.          | «Before He Cheats»                | Chris Tompkins, Josh Kear                     | 3:19     |  |
| 8.          | «Starts With Goodbye»             | Angelo Petraglia, Lindsey                     | 4:06     |  |
| 9.          | «I Just Can't Live a Lie»         | Steve Robson, Wayne Hector                    | 3:59     |  |
| 10.         | «We're Young and Beautiful»       | Rivers Rutherford, Steve McEwan               | 3:53     |  |
| 11.         | «That's Where It Is»              | Melissa Peirce, Robson, Greg Becker           | 3:35     |  |
| 12.         | «Whenever You Remember»           | Warren                                        |          |  |
| 13.         | «I Ain't In Checotah Anymore»     | Carrie Underwood, Trey Bruce, Petraglia       |          |  |
| 14.         | «Inside Your Heaven»              | Carrie Underwood, Petrgelie                   | 4:47     |  |

## Listas y cartificaciones

### Álbum

#### Listas Semanales
| Lista (2005–07)                 | Rango posición |
| ------------------------------- | -------------- |
| Canadian Albums Chart           | 11             |
| US Billboard 200                | 2              |
| US Billboard Top Country Albums | 1              |

### Sencillos
| Año  | Sencillo                      | Posición más alta | Posición más alta | Posición más alta | Posición más alta | Posición más alta | Certificaciones                 |
| Año  | Sencillo                      | US Country        | US                | US Pop            | US AC             | CAN               | Certificaciones                 |
| ---- | ----------------------------- | ----------------- | ----------------- | ----------------- | ----------------- | ----------------- | ------------------------------- |
| 2005 | "Jesus, Take The Wheel"       | 1                 | 20                | 36                | 23                | —                 | - US: 2× Platino                |
| 2005 | "Some Hearts"                 | —                 | —                 | —                 | 12                | —                 |                                 |
| 2006 | "Don't Forget To Remember Me" | 2                 | 49                | 77                | —                 | —                 |                                 |
| 2006 | "Before He Cheats"A           | 1                 | 8                 | 9                 | 6                 | 4                 | - US: 3× Platino - CAN: Platino |
| 2007 | "Wasted"                      | 1                 | 37                | 54                | —                 | 35                | - US: ORO                       |

- A "Before He Cheats" estuvo por veinte semanas en las Hot Country Songs antes de ser confirmado como sencillo.